# Georges Enesco
George Enescu, kaldt Georges Enesco i Frankrig (født 7. august 1881 nær byen Dorohoi i Rumænien - død 4. maj 1955 i Paris, Frankrig) var en rumænsk komponist, violinist, pianist og dirigent. 
Allerede som ung var han aktiv på flere områder, bl.a. som violin- og klaversolist, med berømte orkestre i Europa og Amerika. 
Han var kendt for sin personlige udstråling og som violinist for sit elegante og fantasifulde spil med udsøgt klang. 
Som komponist var han inspireret af rumænsk folkemusik og han komponerede fra 1897 til 1955 omkring 30 værker for orkester, har yderligere skrevet 9 symfonier, en opera og kammermusikalske værker. 

## Udvalgte værker
- "Studie" Symfoni nr. 1 (1895) - for orkester
- "Studie" Symfoni nr. 2 (1895) - for orkester
- "Studie" Symfoni nr. 3 (1896) - for orkester
- "Studie" Symfoni nr. 4 (1898) - for orkester
- Symfoni nr. 1 (1905) - for orkester
- Symfoni nr. 2 (1914) - for orkester
- Symfoni nr. 3 (1918) - for klaver, kor og orkester
- Symfoni nr. 4 (1934, 1994-1996 - færdigjort af Pascal Bentoiu) - for orkester
- Symfoni nr. 5 (1941, 1994-1996 - færdigjort af Pascal Bentoiu) - for tenor, kvindekor og orkester
- Kammersymfoni (1954) - for 11 instrumenter
- Symfoni Koncertante (1901) - for cello og orkester
- "Rumænsk digtning" (Symfonisk suite) (1897) - for orkester
- "Rumænsk Rapsodi nr. 1" (1901) - for orkester
- "Rumænsk Rapsodi nr. 2" (1901) - for orkester
- "Orkestersuite nr. 1" (1903) - for orkester
- "Orkestersuite nr. 2" (1915) - for orkester
- "Orkestersuite nr. 3" "Suite Villageoise" (1937–38) - for orkester

## Andet
- Kommunen i Botoşani distrikt hvor han blev født er nu opkaldt efter ham.
- Der er et George Enescu Museum i Bukarest.